# Borzęcin (Petite-Pologne)
Pour les articles homonymes, voir Borzęcin.
Borzęcin (prononciation : [bɔˈʐɛnt͡ɕin]) est une localité polonaise, siège de la gmina de Borzęcin, située dans le powiat de Brzesko en voïvodie de Petite-Pologne.